# Balanga
Balanga is de hoofdstad van de Filipijnse provincie Bataan op het eiland Luzon. Bij de laatste census in 2007 had de stad ruim 84 duizend inwoners.

## Geografie

### Bestuurlijk indeling
Balanga is onderverdeeld in de volgende 25 barangays:
| - Bagong Silang - Bagumbayan - Cabog-Cabog - Cataning - Central - Cupang North - Cupang Proper - Cupang West - Dangcol - Doña Francisca - Ibayo - Lote - Malabia | - Munting Batangas - Poblacion Barcenas - Pto. Rivas Ibaba - Pto. Rivas Itaas - San Jose - Sibacan - Camacho - Talisay - Tanato - Tenejero - Tortugas - Tuyo |

## Demografie
Balanga had bij de census van 2007 een inwoneraantal van 84.105 mensen. Dit zijn 6.587 mensen (18,3%) meer dan bij de vorige census van 2000. De gemiddelde jaarlijkse groei komt daarmee uit op 2,35%, hetgeen iets hoger is dan het landelijk jaarlijks gemiddelde over deze periode (2,04%).

De bevolkingsdichtheid van Balanga was ten tijde van de laatste census, met 84.105 inwoners op 135,6 km², 620,2 mensen per km².

## Geboren in Balanga
- Oscar Cruz (1934-2020), aartsbisschop
- Norberto Gonzalez (17 april 1947), topambtenaar en minister.

Abucay · Bagac · Balanga · Dinalupihan · Hermosa · Limay · Mariveles · Morong · Orani · Orion · Pilar · Samal